# Lersnabblöpare
Lersnabblöpare (Bembidion properans) är en skalbaggsart som beskrevs av Stephens. Lersnabblöpare ingår i släktet Bembidion och familjen jordlöpare. Arten är reproducerande i Sverige. Inga underarter finns listade i Catalogue of Life.